# Мескерем Ассефа
Мескерем Ассефа Легессе Вондимагегн (амх. መስከረም ኣሰፋ ለገሰ ወንድምአገኝ; род. 20 сентября 1985 или 3 октября 1991, Robe, Оромия) — эфиопская легкоатлетка, специалистка по бегу на средние и длинные дистанции, марафону. Выступает на профессиональном уровне с 2006 года, обладательница серебряной медали чемпионата Африки, победительница ряда крупных международных стартов на шоссе и на дорожке, участница двух летних Олимпийских игр.

## Биография
Мескерем Ассефа родилась 20 сентября 1985 года в городе Роуб региона Оромия, Эфиопия.
Впервые заявила о себе в лёгкой атлетике в сезоне 2006 года, когда в беге на 1500 метров выиграла серебряную медаль на панафриканской легкоатлетической встрече в Аддис-Абебе.
В 2007 году в дисциплине 800 метров одержала победу на Эфиопских играх в Аддис-Абебе, на дистанции 1500 метров заняла четвёртое место на Всеафриканских играх в Алжире.
В 2008 году на домашнем чемпионате Африки в Аддис-Абебе завоевала серебряную награду в беге на 1500 метров, уступив на финише только своей соотечественнице Гелете Бурка. Благодаря череде успешных выступлений удостоилась права защищать честь страны на летних Олимпийских играх в Пекине — в программе 1500 метров не смогла пройти дальше предварительного квалификационного этапа.
В 2009 году стартовала на чемпионате мира в Берлине, дошла до полуфинала.
В 2010 году одержала победу на Мемориале братьев Знаменских в Жуковском, стала пятой на чемпионате Африки в Найроби. В этом сезоне стала склоняться к более длинным дистанциям, кроссу и бегу по шоссе.
В 2011 году стартовала в дисциплине 1500 метров на чемпионате мира в Тэгу, финишировала четвёртой на Всеафриканских играх в Мапуту.
Принимала участие в Олимпийских играх 2012 года в Лондоне, в дисциплине 1500 метров вновь не преодолела предварительный отборочный этап.
С 2013 года бегала марафоны, в частности в этом сезоне стала третьей на Хьюстонском марафоне и второй на Венском марафоне.
В 2014 году была второй и третьей на марафонах в Хьюстоне и Ланьчжоу соответственно.
В 2015 году финишировала второй на Гонконгском марафоне, четвёртой на Парижском марафоне, шестой на Чикагском марафоне.
В 2016 году стала второй на Стамбульском полумарафоне, шестой на Шанхайском международном марафоне.
В 2017 году выиграла Хьюстонский и Роттердамский марафоны, финишировала третьей на Франкфуртском марафоне.
В 2018 году заняла второе место на Гонконгском марафоне, превзошла всех соперниц на Нагойском женском марафоне, с личным рекордом 2:20:36 выиграла Франкфуртский марафон.
В 2019 году показала четвёртый результат на Бостонском марафоне, третий результат на Франкфуртском марафоне.
В 2020 году заняла четвёртое место на Осакском международном женском марафоне, сошла с дистанции на Валенсийском марафоне.
В апреле 2023 года с результатом 2:29:33 стала девятой на Роттердамском марафоне.